# Ruta T-99-U
La ruta T-99-U es una carretera chilena ubicada en Río Bueno en la Región de los Ríos.

## Datos Principales
Esta vía recorre el interior de la comuna, hasta llegar a la localidad de Carimallin donde se encuentra el límite regional con la Región de Los Lagos, hasta el 2016 se completo parcialmente su pavimentación.

## Trazado
- KM 0.00 Inicio en Calle Pedro Lagos
- KM 0.400 Enlace ruta T-87 (Hasta este punto solo es accesible vía Peatonal y para residentes
- KM 0.500 Población San Pedro
- KM 2.80 Empalme con Ruta T-933
- KM 12.700 Sector Trafun
- KM 13.00 Enlace Ruta T-921 Hacia la localidad de Crucero
- KM 13.200 Empalme con la Ruta U-145-T Hacia la Ruta 5
- KM 16.000 Enlace con Ruta T-921
- KM 20.00 Sector Curralhue
- KM 22.300 Sector Las Quemas e inicio de la Ruta T-935 Hacia el Sector de Filuco y Ruta Interlagos
- KM 28.300 Sector Carimallin
- KM 33.300 Sector El Roble
- KM 40.00 Empalme con Ruta T-975 hacia Ruta Interlagos y Rucatayo
- km 43.00 Enlace Ruta T-989 hacia el Sector Trehuaco
- KM 44.100 Puente Carimallin | Inicio Región de Los Lagos Comuna Puyehue
- KM 45.400 Enlace con Ruta CH-215 | Fin de la Ruta

## Áreas de Interés
- KM 43.900 Lugar de Recogimiento (Estatua de San Sebastián)

- Datos: Q65190104